# Produktabgrenzung
Eine Produktabgrenzung ist die Unterscheidung zwischen verschiedenen Produktkategorien, die aus verschiedenen Gesetzen oder Verordnungen resultieren. Das kann zu Problemen der Abgrenzung (Abgrenzungsproblematik) führen, die gerichtlich zu entscheiden sind. Dies gilt insbesondere für die Abgrenzung zwischen Arzneimittel und Lebensmitteln und zwischen Arzneimitteln und Medizinprodukten.

## Arzneimittel – Lebensmittel
Die Abgrenzung zwischen Arzneimittel und Lebensmittel (besonders strittig ist oft die Abgrenzung zu Nahrungsergänzungsmitteln) gelingt meist im ersten Anlauf, allerdings nicht in jedem Fall ohne Abgrenzungsproblematik.

### Problematik
Die Bedeutung der Abgrenzung liegt darin, dass Fertigarzneimittel in Deutschland nicht ohne Zulassung vertrieben werden dürfen und dass Lebensmittel in Deutschland nicht gesundheitsbezogen beworben werden dürfen (Heilmittelwerbegesetz, HWG).
Die europäische Health-Claims-Verordnung, seit 2007 europaweit gültig, hat die Problematik weiter verschärft: Nachdem bisher gesundheitsbezogene Aussagen nur Arzneimitteln vorbehalten waren, sind solche nun auch für Lebensmittel zulassungsfähig, womit ein wesentliches Unterscheidungskriterium an Schärfe einbüßte.
Urteilsauszug: „Bei der Abgrenzung zwischen Lebens-/Nahrungsergänzungsmitteln und Arzneimitteln gilt der sich aus gemeinschaftsrechtlichen Normen ergebende Vorrang der arzneimittelrechtlichen Vorschriften auch im nationalen Recht, gegebenenfalls im Wege der richtlinienkonformen Auslegung.“

### Gesetzliche Grundlagen
Der deutsche Gesetzgeber definiert die Arzneimittel im Arzneimittelgesetz (AMG), die Lebensmittel im Lebensmittelrecht (Lebensmittel-, Bedarfsgegenstände- und Futtermittelgesetzbuch (LFGB / LMBG) bzw. in der Nahrungsergänzungsverordnung (NemV)). Verknüpft sind die beiden deutschen Gesetzeswerke über europäische Regelwerke.
In § 2 Abs. 3 AMG steht: Arzneimittel sind nicht: … 1. Lebensmittel im Sinne des § 2 Abs 2 des Lebensmittel- und Futtermittelgesetzbuches …
§ 2 Abs. 2 LFGB definiert: Lebensmittel sind Lebensmittel im Sinne des Artikels 2 der Verordnung (EG) Nr. 178/2002.
Artikel 2 der VO (EG) 178/2002 definiert:
Im Sinne dieser Verordnung sind „Lebensmittel“ alle Stoffe oder Erzeugnisse, die dazu bestimmt sind oder von denen nach vernünftigem Ermessen erwartet werden kann, dass sie in verarbeitetem, teilweise verarbeitetem oder unverarbeitetem Zustand von Menschen aufgenommen werden." Die Definition bezieht dann noch einiges mit ein und schließt anderes aus, so in Satz d): „Arzneimittel im Sinne der Richtlinie 65/65/EWG und 92/73/EWG des Rates“, sodass also auch deren Definitionen zur Abgrenzung wesentlich sind.
RL 65/65/EWG und RL 92/73/EWG wurden inzwischen durch die Richtlinie 2001/83/EG aufgehoben und ersetzt. In der aktuellen Fassung der Richtlinie 2001/83/EG wird in Artikel 2 Absatz 2 bestimmt, dass in Zweifelsfällen, in denen ein Erzeugnis […] sowohl unter die Definition von „Arzneimittel“ als auch unter die Definition eines Erzeugnisses fallen kann, das durch andere gemeinschaftliche Rechtsvorschriften geregelt ist, die Richtlinie 2001/83/EG, also das Arzneimittelrecht, anzuwenden ist.
Im Kern kann jedoch davon ausgegangen werden, dass Produkte, welche primär der Ernährung dienen und welche bestimmungsgemäß lediglich gesundheitsbezogene Wirkungen vermitteln, Lebensmittel sind, während Produkte, welche bestimmungsgemäß primär krankheitsbezogene Wirkungen auf pharmakologischem, immunologischem oder metabolischem Wege vermitteln, Arzneimittel sind.
Was darunter im konkreten Einzelfall zu verstehen ist, bedarf mitunter höchstrichterlicher Auslegungen.
Weiterführend siehe auch: Funktionsarzneimittel

### Gerichtliche Entscheidungsfindung
Das Bundesverwaltungsgericht in Leipzig entschied 2007 in drei Fällen: Produkte, die von ihrem Hersteller als Nahrungsergänzungsmittel auf den Markt gebracht werden, können nur dann von den Behörden als Arzneimittel eingestuft werden und wegen fehlender Zulassung als nicht verkehrsfähig bezeichnet werden, wenn belastbare wissenschaftliche Erkenntnisse belegen, dass sie die Funktionsbedingungen des menschlichen Körpers erheblich beeinflussen.

## Arzneimittel – Medizinprodukt
Die Abgrenzung zwischen Arzneimittel und Medizinprodukt gelingt nicht in jedem Fall ohne Abgrenzungsproblematik.

### EU-Regelung
Die Verordnung für Medizinprodukte (MDR) definiert Medizinprodukte, die EU-Richtlinie 2001/83/EG definiert Arzneimittel.
Die Bewertung fällt naturgemäß auf dem Boden eines Mitglieds der EU. Sollte ein anderes Land diese Entscheidung nicht mittragen können und zu einer anderen Bewertung kommen, so ist das statthaft, urteilte der europäische Gerichtshof (EuGH) am 3. Oktober 2013 mit Aktenzeichen C-109/12 im Fall der Klage eines französischen Herstellers gegen die Korkein hallinto-oikeus (oberstes Verwaltungsgericht Finnlands).
Die EU hat zur Abgrenzung von Medizinprodukten eine Expertengruppe eingerichtet, die EU einheitliche Grundlagen für Abgrenzungsentscheidungen erarbeiten soll. Erste Entscheidungen zur Abgrenzung bislang ungeklärter Fragen wurden im Mai 2008 veröffentlicht. Als Hilfestellung zur Entscheidung bei der Produktabgrenzung im Hinblick auf Medizinprodukte erstellt die Borderline and Classification Working Group der EU das Dokument Manual on borderline and classification for medical devices under Regulation (EU) 2017/745 on medical devices and Regulation (EU) 2017/746 on in vitro diagnostic medical devices in englischer Sprache. Dieses enthält Beispiele zur Abgrenzung von Medizinprodukten zum Beispiel gegenüber Bioziden und Arzneimitteln. Insbesondere bei sogenannten stofflichen Medizinprodukten kann die Abgrenzung zu letzteren umstritten sein. Dazu urteilte der Europäische Gerichtshof (EuGH) im Januar 2023 in einem Vorabentscheidungsverfahren zur Anwendung der Zweifelsfallregelung. Sie greife auch für Präsentationsarzneimittel. Der EuGH befand, dass es Sache der nationalen Gerichte sei, im Einzelfall zu beurteilen,  ob die Voraussetzungen für die Einordnung als Präsentationsarzneimittel erfüllt seien.

### Nationale Regelungen
Innerhalb der EU haben die EU-Regelungen Vorrang gegenüber nationalen Regelungen. Deutschland und Österreich definieren und regeln die Arzneimittel in ihren Arzneimittelgesetzen (AMG), die Medizinprodukte in ihren Medizinproduktegesetzen (MPG), jeweils in Übereinstimmung mit den EU-Regelungen.
Das Arzneimittelgesetz in Deutschland definiert Arzneimittel als „… Stoffe und Zubereitungen aus Stoffen, die dazu bestimmt sind, durch Anwendung am oder im menschlichen oder tierischen Körper … die Beschaffenheit, den Zustand oder die Funktionen des Körpers oder seelische Zustände erkennen zu lassen.“ und grenzt sie gegenüber den Medizinprodukten ab durch „Arzneimittel sind nicht: … 7. Medizinprodukte und Zubehör für Medizinprodukte im Sinne des § 3 des Medizinproduktegesetzes, es sei denn, es handelt sich um Arzneimittel im Sinne des § 2 Abs. 1 Nr. 2 ...“ Durch diese Formulierung wird gleichzeitig eine Ausnahme bestimmt, dass nämlich auch physikalisch wirksame In-vivo-Diagnostika wie z. B. Kontrastmittel, welche nach MPG und europäischer Medizinprodukte-Richtlinie eigentlich Medizinprodukte wären, in Deutschland dennoch als Arzneimittel gelten.
Das Medizinproduktegesetz in Deutschland definiert Medizinprodukte in Anlehnung an die entsprechenden europäischen Richtlinien, eine eigene Legaldefinition gibt es im Medizinproduktegesetz darüber hinaus für die In-vitro-Diagnostika, die eine Untergruppe der Medizinprodukte darstellen.
Der Anwendungsbereich des Medizinproduktegesetzes wird abgegrenzt durch die Festlegung „… gilt nicht für Arzneimittel im Sinne des § 2 Abs. 1 Nr. 2 des Arzneimittelgesetzes.“, wobei im Rahmen der 5. MPG-Novelle neu geregelt wurde: „… die Entscheidung darüber, ob ein Produkt ein Arzneimittel oder ein Medizinprodukt ist, erfolgt insbesondere unter Berücksichtigung der hauptsächlichen Wirkungsweise des Produkts (…)“.
Sehr vereinfacht gilt, dass Medizinprodukte gesundheitsbezogene Effekte für Menschen erreichen, was auch für Arzneimittel gilt. Im Gegensatz zu Medizinprodukten erreichen Arzneimittel ihre bestimmungsgemäße Hauptwirkung jedoch durch pharmakologische, immunologische oder metabolische Mechanismen. Hingegen sind die Effekte von Medizinprodukten auf den menschlichen Körper überwiegend physikalischer Natur. Der Begriff der Wirksamkeit ist bei Medizinprodukten daher im Sinne von (technischer) Funktionalität zu verstehen.
Die Problematik besteht nun, da dafür keine gesetzliche Definition gegeben wurde, was Juristen unter „pharmakologisch“ oder „immunologisch“ wirkenden Mitteln oder „Metabolismus“ verstehen. Hierzu gibt es höchstrichterliche Urteile, auch widersprüchliche. Zur rechtlichen Abgrenzung der Bereiche „Medizinprodukte“ und „Arzneimittel“ existiert seit Jahren ein europäischer Leitfaden MEDDEV-Dokument 2.1/rev. 3, der von den deutschen Gerichten als Stand der Technik anerkannt ist und zur Begründung von Entscheidungen herangezogen wird.

## Desinfektionsmittel
Desinfektionsmittel mit identischer Zusammensetzung werden je nach Verwendungszweck als Arzneimittel, Medizinprodukt(e) Biozid(e) oder Bedarfsgegenstand klassifiziert.
Arzneimittel sollten sie sein, wenn sie vorgesehen sind zur
- spezifischen Desinfektion von erkrankten Patienten
- Händedesinfektion von Chirurgen
- spezifischen Desinfektion von erkrankten Tieren

Medizinprodukt sollten sie sein, wenn sie vorgesehen sind zur
- Desinfektion von Medizinprodukten
- unspezifischen Körperdesinfektion auf physiko-chemischem Weg

Biozidprodukt sollten sie sein, wenn sie vorgesehen sind zur
- Desinfektion von sonstigen Oberflächen wie Behandlungsstühlen, Ablagen, Räumen, Geräten, Anlagen, Anbauflächen und sonstigem und keine Bestandteile oder Rückstände in Nahrungs- oder Futtermitteln auftreten werden
- unspezifischen Körperdesinfektion ohne direkten Krankheitsbezug
- unspezifischen Desinfektion von Tieren

Bedarfsgegenstand sollten sie sein, wenn sie vorgesehen sind zur
- Desinfektion bei der Futter- oder Nahrungsmittelherstellung (z. B. von Nahrungsproduktionsanlagen) und diese oder deren Rückstände im Futter- oder Nahrungsmittelprodukt gefunden werden könnten

## Kosmetikum – Lebensmittel
In der Regel ergibt sich hier keine Abgrenzungsproblematik. Diese kann sich stellen bei Produkten, die zu (behaupteten) Pflegezwecken gekaut oder gelutscht werden sollen.
Hier entsteht dann die weitere Abgrenzungsproblematik gegenüber Präsentationsarzneimitteln.

## Arzneimittel – Kosmetikum
Insbesondere die Abgrenzung von Kosmetika, die sich durch pflegende oder hygienische Eigenschaften auszeichnen, gegenüber Arzneimitteln, wenn diese vorbeugend oder zur Erregerabwehr anzuwenden sind, kann schwer fallen. Im Graubereich zwischen Kosmetikum und Arzneimittel sind prostglandinhaltige Präparate zur Förderung des Wimpernwachstums („Wimpernwachstumsseren“) angesiedelt.

## Medizinprodukt – Lebensmittel
In der Regel ergibt sich hier keine Abgrenzungsproblematik. Diese kann sich stellen bei Produkten, die zu medizinischen Zwecken geschluckt, gekaut oder gelutscht werden sollen.

## Medizinprodukt – Kosmetikum
In der Regel ergibt sich hier keine Abgrenzungsproblematik. Diese kann sich stellen bei Produkten, die zu medizinischen Zwecken auf der Haut verteilt oder zur Pflege des Mundraumes angewendet werden sollen.
Urteilsauszug: „Zahnbleichmittel, die vom Zahnarzt anzuwenden sind, sind Medizinprodukte und keine Kosmetika.“

## Medizinprodukt – Persönliche Schutzausrüstung
Auch zwischen Medizinprodukten und Persönlicher Schutzausrüstung (PSA) gibt es Abgrenzungsfragen, beispielsweise brei Masken und Schutzhandschuhen. Zu beachten ist, dass ein Produkt sowohl als Medizinprodukt als auch als PSA klassifiziert sein kann.

## Folgen der Abgrenzungsproblematik
Manche der Entscheidungsfindungen benötigten etliche Jahre beim Durchlauf mehrerer Instanzen. Während dieser Zeit besteht erhebliche Rechtsunsicherheit, besonders bei Fachleuten, Unternehmen und Behörden. Das hat z. T. weitreichende Folgen: In dieser Zeit werden später illegale Produkte auf den Weg gebracht und zumindest einige Jahre vertrieben, aber auch später legale Produkte aus Rechtsunsicherheit nicht realisiert.
Da den langwierigen, schwer durchblickbaren und kostspieligen Rechtsstreit nur Großunternehmen durchstehen können, trägt dies zu einer Machtkonzentration übernationaler Konzerne im Gesundheits- und Ernährungsbereich bei. Zudem vermischt sich ein derartiger Rechtsstreit in der Regel mit europaweiter Lobbyarbeit, welche sich nicht auf eine Nation beschränkt.

## Beispiele
- Einstufung des Abführmittels Polyethylenglykol (PEG) – Abgrenzungsstreit Arzneimittel versus Medizinprodukt besteht seit 2006 und wird kaum vor 2011 endgültig entschieden.
- Einstufung Vitamine – Abgrenzungsstreit Arzneimittel versus Lebensmittel besteht seit den 1980er Jahren. Inzwischen wurde die Praxis vieler Staaten (auch Österreich) durch einige Urteile des europäischen Gerichtshofs korrigiert, aber das Streitthema ist außerordentlich ergiebig.
- Milchsäurebakterien in Spendern wurde in Frankreich als Medizinprodukt zertifiziert, in Finnland als Arzneimittel eingestuft. Der angerufene EuGH fand beide Einstufungen als mit dem EU-Recht vereinbar.[3]
- Elektrische Zigarette – Hier stellt sich die Frage, ob Nikotindepots als Arzneimittel und Inhalatoren daher als Medizinprodukt zu behandeln sind. Eine solche Einstufung wurde vom Abgrenzungsbeirat in Österreich getroffen. Auch eine deutsche Landesministerin vertrat diese Ansicht.[23] Eine gegenteilige Entscheidung trafen deutsche Gerichte.[24]
- Anti-Kariesbonbon wurde per Gerichtsentscheid als Kosmetikum (wie vom Hersteller beansprucht) und nicht als Lebensmittel (wie vom klagenden Wettbewerbsverband behauptet) eingestuft[25]
- Knoblauchextrakt-Kapseln wurden in Deutschland als Arzneimittel eingestuft. Hingegen urteilte der Europäische Gerichtshof (EuGH) am 15. November 2007, dass die Extraktmenge, welche 7,4 g rohen Knoblauchs entspricht, eine „angemessene“ Menge für Lebensmittel darstelle. Interessant an dieser Abgrenzung ist, dass dieser Menge nach derzeit gültigen einschlägigen Monografien eine pharmakologische Wirkung zugesprochen wird, sodass die Präsentation durch den Hersteller für die Einstufung als Lebens- oder Arzneimittel entscheidend ist.
- Zum Enzym Laktase als Funktionsarzneimittel oder Nahrungsergänzungsmittel ergingen widersprüchliche Entscheidungen, zuletzt pro Nahrungsergänzungsmittel, weiteres siehe unter Funktionsarzneimittel#Entscheidungen bezüglich Laktase.
- Entscheidungen zu anderen Funktionsarzneimitteln siehe unter Funktionsarzneimittel#Beispiele für Gerichtsurteile zur Abgrenzung.

## Gremien für Abgrenzungsfragen

### Österreich
In Österreich wurde zur Erstellung von Gutachten zu Abgrenzungsfragen von Arzneimitteln zu anderen Produkten ein Abgrenzungsbeirat installiert. Der Abgrenzungsbeirat ist ein gemäß § 49a AMG beim Bundesministerium für Gesundheit, Familie und Jugend (BMGFJ) eingerichtetes Organ. Kostenpflichtige Gutachten zu Abgrenzungsfragen können beim Bundesamt für Sicherheit im Gesundheitswesen (BASG) beantragt werden. Ergebnisse von Entscheidungen können teilweise auf der Website des BASG eingesehen werden.

### Deutschland
In Deutschland richten das Bundesamt für Verbraucherschutz und Lebensmittelsicherheit (BVL) und das Bundesinstitut für Arzneimittel und Medizinprodukte (BfArM) eine gemeinsame Expertenkommission zur Einstufung von Stoffen ein. Stoffe, die bislang überwiegend oder ausschließlich in Arzneimitteln verwendet wurden, werden vermehrt als Lebensmittel oder Lebensmittelzutaten in den Verkehr gebracht, wobei hinsichtlich der Sicherheit und der Verkehrsfähigkeit solcher Erzeugnisse behördlicherseits allerdings in manchen Fällen Bedenken bestehen.